# Nazareno de Abajo
Nazareno de Abajo är en ort i Mexiko.   Den ligger i kommunen Lerdo och delstaten Durango, i den centrala delen av landet, 800 km nordväst om huvudstaden Mexico City. Nazareno de Abajo ligger 1 154 meter över havet och antalet invånare är 436.
Terrängen runt Nazareno de Abajo är kuperad åt sydväst, men åt nordost är den platt. Runt Nazareno de Abajo är det mycket glesbefolkat, med 3 invånare per kvadratkilometer. Närmaste större samhälle är Torreón, 18,8 km norr om Nazareno de Abajo. Omgivningarna runt Nazareno de Abajo är i huvudsak ett öppet busklandskap.